# Попов, Андрей Владиславович
Андре́й Владисла́вович Попо́в (род. 15 июля 1988, Челябинск) — российский хоккеист, центральный нападающий.

## Биография
Воспитанник школы челябинского «Трактора», за который и играл большую часть карьеры. Летом 2016 года вместе с другом и партнёром по звену Антоном Глинкиным перешёл в «Ак Барс». В то время характеризовался как «классический русский центрфорвард, который неплохо играет на подставлениях у ворот, хорошо видит площадку». В «Ак Барсе» провёл три сезона, однако достаточно много времени не играл из-за травм. Летом 2019 года вернулся в «Трактор», но уже через сезон покинул и этот клуб.
В сезоне 2014/15 вызывался в сборную России на чешский этап Евротура.

## Статистика
| Легенда | Легенда                    | Легенда | Легенда                   | Легенда | Легенда    |
| ------- | -------------------------- | ------- | ------------------------- | ------- | ---------- |
| И       | Количество проведённых игр | Штр     | Штрафное время            | +/−     | Плюс-минус |
| Г       | Голы                       | П       | Голевые передачи          | О       | Очки       |
| -       | Статистика неизвестна      | —       | Статистика не учитывалась |         |            |

## Достижения
- Серебряный призёр чемпионата КХЛ в сезоне 2012/13 в составе челябинского «Трактора».
- Бронзовый призёр чемпионата КХЛ в сезоне 2011/12 в составе челябинского «Трактора».
- Обладатель Кубок Континента в сезоне 2011/12 в составе челябинского «Трактора».
- Чемпион КХЛ в сезоне 2017/18 в составе казанского «Ак Барса».
- Обладатель Кубок Гагарина в сезоне 2017/18 в составе казанского «Ак Барса»[4].